# Срібна скронева сережка з Коростеня

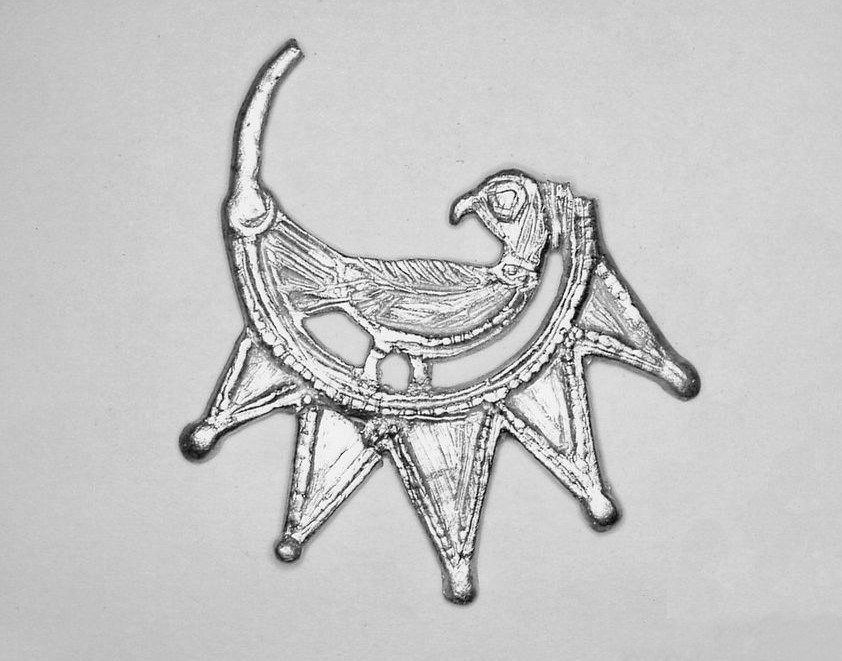
Срібна скронева сережка знайдена в Коростені під час археологічних розкопок в 2001 році.

Срібна скронева сережка з міста Коростень - сережка знайдена під час археологічних розкопок в місті Коростень.

## Історія знахідки
Під час проведення археологічних розкопок в 2001 році, які проводилися Інститутом археології НАН України під керівництвом Богдана Звіздецького, на Городищі ІІІ літописного Іскоростеня

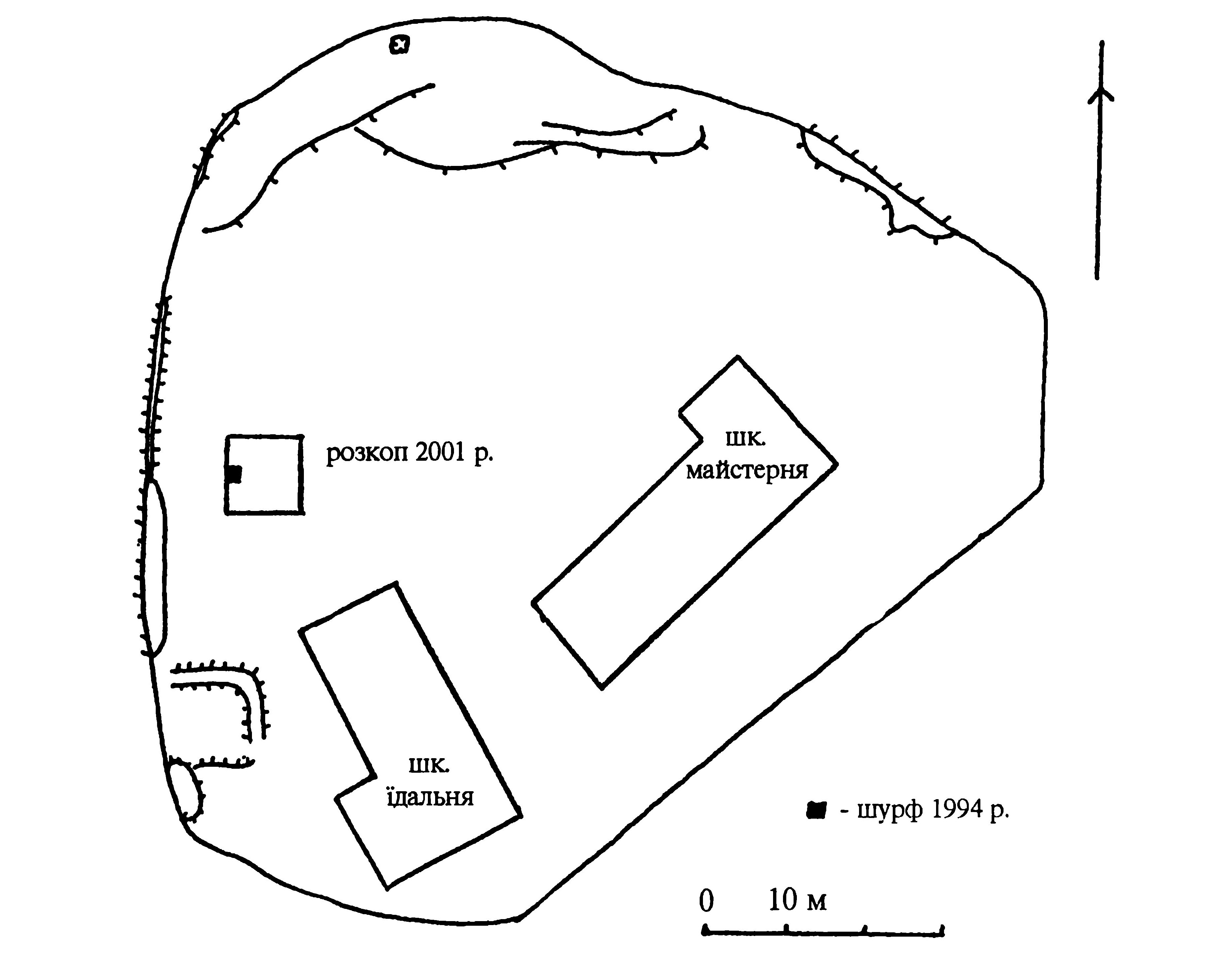
Схема розміщення розкопу 2001 року, в якому було знайдено срібну скроневу сережку

, при розчистці південної частини котлована будівлі було знайдено унікальну знахідку - срібну п'ятипроменеву скроневу сережку.
Прямих аналогій даній скроневій сережці невідомо. Найближчі за формою сережки знаходилися у землі радимичів, але вони, як правило, семипроменеві, і верхня основа напівовалу прикрашена рядком гострокутних зубців виступів. Іскоростенська сережка поки що унікальна в своєму роді. Питання про її місцеве чи імпортне походження залишається відкритим.
Щодо датування, то можна допустити, що верхня дата її побутування обмежується 946 роком. Датування прикраси можна обмежити в рамках другої половини IX - рубіж IX - X століття.

## Опис

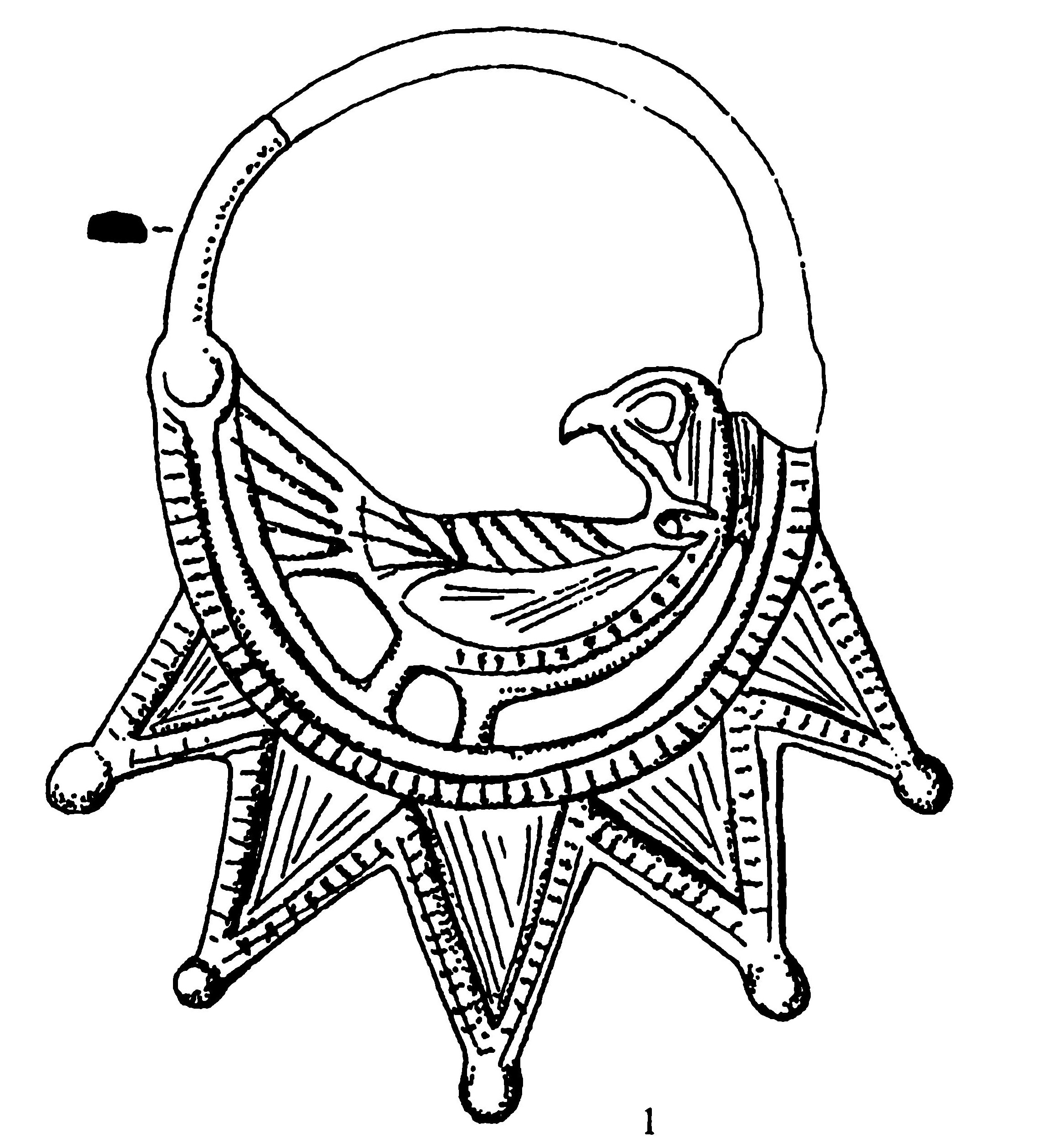
Реконструкція вигляду скроневої сережки

Сережка виготовлена в техніці лиття по восковій моделі з подальшою доробкою основних деталей у техніці глибокого гравірування. Збереженість дуже добра, за винятком втрати частини дужки для кріплення. Сережка має напівовальну основу, від якої відходять п'ять гострокутних променів із каплеподібним закінченням. Напівовал основи і краї променів прикрашені невисоким рубчастим бордюро, що вочевидь, імітує зернь. Зверху над променями розміщене зображення хижого птаха у профіль. двома кігтистими лапами він спирається півовал основи. Хвіст птаха розпущений, око широко відкрите, дзьоб гачкоподібно загнутий. Пишне оперіння хвоста і тулова підкреслене глибокими лініями гравіровки. Ймовірно, у цьому хижому птаху слід вбачати зображення сокола, або ж орла.

## Відображення у культурі

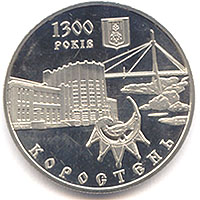
Реверс ювілейної монети "1300 років місту Коростень" із зображенням срібної скроневої сережки

Срібна скронева сережка, як один із символів міста, була зображена на реверсі ювілейної монети 1300 років м. Коростень (монета), яка була введена в обіг Національним банком України 19 серпня 2005 року. Та належить до серії "Стародавні міста України".